# Kohoutovice (Brno)
Kohoutovice (niem. Kohoutowitz) – miejska i katastralna części Brna, o powierzchni około 238,02 ha. Leży na terenie gminy katastralnej Brno-Kohoutovice.